# 市川朝太郎
市川 朝太郎（いちかわ あさたろう、1901年6月 - 1949年2月16日）は、日本の俳優である。本名山本 幸三郎（やまもと こうざぶろう）、旧芸名市川 蝠丸（いちかわ ふくまる）、市川 婦久之助（いちかわ ふくのすけ）。伊丹万作のトーキー第1作『忠次売出す』に主演したことで知られる。

## 人物・来歴
1901年（明治34年）6月、神奈川県横浜市に、加藤家の三男として生まれる。7歳下の弟にのちの映画監督・加戸敏（本名 加藤善太郎、1907年 - 1982年）がいる。母方の姓を継ぎ、本名は山本姓となる。
山本家から一時期、遠藤家の養子に出され、その親戚である市川團右衛門に預けられて歌舞伎の世界に入り、「市川 蝠丸」を名乗る。その後、二代目市川猿之助の「春秋座」、四代目河原崎長十郎の「心座」に参加する。1930年（昭和5年）、日活太秦撮影所に入社、辻吉郎監督の『維新暗流史 第一篇』『維新暗流史 第二篇 大地に立上る者』、池田富保監督の『元禄快挙 大忠臣蔵 天変の巻 地動の巻』等に「市川 婦久之助」の名で出演した。1933年（昭和8年）、第二次芸術座に参加、川村花菱の『唐人お吉』で初代水谷八重子の相手役を務めたときの好演ぶりを白井信太郎に認められ、翌1934年（昭和9年）、トーキー時代の俳優として、当時松竹傘下であった新興キネマに入社、「市川 朝太郎」と改名する。
1935年（昭和10年）、新興キネマ京都撮影所に移籍した伊丹万作が、伊丹にとってのトーキー第1作『忠次売出す』を監督するにあたり、主役に抜擢される。これも好評を得、作品は昭和十年度キネマ旬報ベストテン第4位を獲得したが、早々に同社を退社する。この退社の原因について、加太こうじは「女性関係のもつれ」であると指摘している。翌1936年（昭和11年）、東京のP.C.L.映画製作所に移籍、同社が合併して東宝映画となった後も継続的に東宝映画東京撮影所に所属、1938年（昭和13年）5月1日に公開された山本嘉次郎監督の『藤十郎の恋』で中村四郎五郎を演じた。満39歳となった1940年（昭和15年）8月14日に公開された衣笠貞之助監督の『続蛇姫様』が、同社での最後の出演記録であり、その後に退社して、移動劇団に参加した。
第二次世界大戦終結後は、大映京都撮影所でいくつかの映画に出演、満46歳を迎える1947年（昭和22年）秋、同年3月11日に公開された『闇を走る馬車』で共演した16歳下の女優香住佐代子と結婚、1男をもうけたが、結婚の約1年半後の1949年（昭和24年）2月16日、京都市左京区の高折病院で死去した。満47歳没。

## フィルモグラフィ
すべてクレジットは「出演」である。公開日の右側には役名、および東京国立近代美術館フィルムセンター（NFC）所蔵等の上映用プリントの現存状況についても記す。同センター等に所蔵されていないものは、とくに1940年代以前の作品についてはほぼ現存しないフィルムである。

### 日活太秦撮影所
すべて製作は「日活太秦撮影所」、配給は「日活」である。すべてサイレント映画、すべて「市川婦久之助」名義である。
- 『維新暗流史 第一篇』 : 監督辻吉郎、1930年2月28日公開 - その友・松住兵吾
- 『元禄快挙 大忠臣蔵 天変の巻 地動の巻』 : 監督池田富保、1930年4月1日公開 - 伊達左京亮、1分の断片のみが現存（NFC所蔵[9]）
- 『貝殻一平 第三篇 解決篇』 : 監督清瀬英次郎、1930年4月11日公開 - 中山忠光卿
- 『落花飛炎録』 : 監督清瀬英次郎、1930年6月7日公開 - 中州佐七
- 『酒中浪人』 : 監督益田晴夫、1930年9月26日公開 - 宮川右内
- 『猿飛佐助 恋愛篇』 : 監督岡田敬、1930年11月28日公開 - 矢部三十郎
- 『維新暗流史 第二篇 大地に立上る者』 : 監督辻吉朗（辻吉郎）、1931年2月13日公開 - 足軽・時十郎

### 新興キネマ京都撮影所

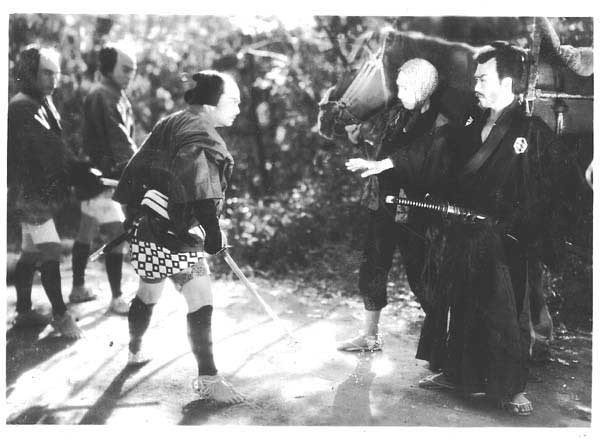
『忠次売出す』（1935年）のスチル写真。右から月形龍之介、馬を引く市川朝太郎、刀を抜く尾上松緑。

特筆以外すべて製作は「新興キネマ京都撮影所」、配給は「新興キネマ」である。特筆以外すべてトーキー、以降すべて「市川朝太郎」名義。
- 『忠次売出す』 : 監督伊丹万作、1935年2月28日公開 - 長岡忠次（主演）、昭和十年度キネマ旬報ベストテン第4位
- 『国を護る者日蓮』 : 監督曾根千晴、製作新興キネマ東京撮影所、1935年4月7日公開 - 橘の六郎
- 『黄門漫遊記』 : 監督押本七之輔、サイレント映画、1935年4月18日公開 - 三公

### P.C.L.映画製作所
すべて製作は「P.C.L.映画製作所」、配給は「東宝映画」である。以降すべてトーキーである。
- 『桃中軒雲右衛門』 : 監督成瀬巳喜男、1936年4月29日公開 - 滝右衛門、73分尺で現存（NFC所蔵[5]）
- 『これは失礼』 : 監督岡田敬、1936年8月1日公開[1]
- 『おほべら棒』 : 監督岡田敬、1936年10月1日公開 - 息子
- 『武士道朗らかなりし頃』 : 監督松井稔、1936年12月12日公開

### 東宝映画東京撮影所
すべて製作は「東宝映画東京撮影所」、配給は「東宝映画」である。
- 『藤十郎の恋』 : 監督山本嘉次郎、1938年5月1日公開 - 中村四郎五郎（立役）、95分尺で現存（NFC所蔵[5]）
- 『武道千一夜』 : 監督滝沢英輔、1938年12月11日公開 - 番頭喜助
- 『浪人吹雪』 : 監督近藤勝彦、1939年1月11日公開 - 小山田庄左衛門
- 『忠臣蔵 前篇』 : 監督滝沢英輔、1939年4月21日公開 - 大友近江守
- 『忠臣蔵 後篇』 : 監督山本嘉次郎、1939年4月21日公開 - 大友近江守
- 『喧嘩鳶 前篇』 : 監督石田民三、1939年7月9日公開 - おしゃべり金太
- 『喧嘩鳶 後篇』 : 監督石田民三、1939年7月31日公開 - おしゃべり金太
- 『妻の場合 前篇』 : 監督佐藤武、1940年3月20日公開 - 宿屋の番頭、前篇（71分）・後篇（81分）合わせた150分尺の『入江たか子の妻の場合』として現存（NFC所蔵[5]）
- 『妻の場合 後篇』 : 監督佐藤武、1940年3月27日公開 - 宿屋の番頭、同上[5]
- 『蛇姫様』 : 監督衣笠貞之助、1940年4月3日公開 - 粂五郎
- 『続蛇姫様』 : 監督衣笠貞之助、1940年8月14日公開 - 粂五郎、『蛇姫様』の題かつ127分尺で現存（NFC所蔵[5]）

### 大映京都撮影所
すべて製作は「大映京都撮影所」、配給は「大映」である。
- 『闇を走る馬車』 : 監督松田定次、1947年3月11日公開 - 辻村茂平
- 『天下の御意見番を意見する男』 : 監督木村恵吾、1947年4月22日公開